# Arenaria bhutanica
Arenaria bhutanica är en nejlikväxtart som beskrevs av Majumdar och Rabu. Arenaria bhutanica ingår i släktet narvar, och familjen nejlikväxter. Inga underarter finns listade i Catalogue of Life.